# Любак, Анри де
Анри-Мари Жозеф Соньер де Любак (фр. Henri-Marie Joseph Sonier de Lubac; 20 февраля 1896, Камбре, Франция — 20 мая 1991, Париж, Франция) — французский кардинал, иезуит. Крупный католический богослов, не имел епископской ординации. Кардинал-дьякон с титулярной диаконией Санта-Мария-ин-Домника со 2 февраля 1983.

## Ранние годы и рукоположение
Анри де Любак родился в Камбре, в древнем, благородном семействе из Ардеша. Он был один из шести детей: его отец был банкиром, а мать домохозяйкой. В 1898 году семья переехала в Лион, где Анри прошел обучение в иезуитской школе. 9 октября 1913 года, в возрасте 17 лет, Анри поступает в Общество Иисуса (Орден иезуитов) и начинает обучение в иезуитской школе Лион-Фурьвьер. Вследствие неблагоприятной обстановки во Франции того времени, причиной которой явились антицерковные законы начала XX века, школа была вынуждена временно переехать в Сент-Леонардс-он-Си (англ. St. Leonards-on-Sea) в Южном Суссексе (Великобритания), где де Любак учился вплоть до начала Первой мировой войны, когда он был призван в ряды французской армии. В 1917 году в Лез-Эпарж, во время Верденской битвы, он получил тяжелое ранение в голову, которое давало о себе знать головокружениями и головными болями на протяжении всей жизни. После демобилизации в 1919 году, де Любак вернулся в Орден и продолжил свои философские исследования, сначала в Хейлс-Плейс (англ. Hales Place) в Кентербери, а затем в 1920—1923 годах в школе философии Мезон Сен-Луи в Сент-Хелиер на о. Джерси. В 1923—1924 годах де Любак преподавал в иезуитском колледже в Монгре (фр. Mongré), после чего он возвращается в Англию и приступает к 4-х летнему изучению теологии в Ор-Плейс в Гастингсе. В 1926 году колледж вернулся обратно в Лион (Лион-Фурьвьер), где Анри завершил богословское образование. 22 августа 1927 года он был рукоположен в священника.

## Профессор и богослов
В 1929 году де Любак стал профессором фундаментальной теологии Католического университета Лиона (необходимая для этого докторская степень была присуждена Папским Григорианским университетом в Риме по распоряжению генерала ордена Владимира Ледуховского, без присутствия самого де Любака и, даже, без представления диссертации). Здесь он преподавал с 1929 года по 1961 год, с двумя перерывами: первый — во время Второй мировой войны и участия во французском Сопротивлении, и второй — в 1950—1958 годах, когда Орден, под давлением Рима, был вынужден отстранить его от преподавания и выслать из Лиона.
В течение 30-х годов де Любак преподавал в Католическом университете и занимался исследованиями, а также вел (между 1935 и 1940 годами) один курс в иезуитском семинарии Фурвьер (где жил с 1934 года). Его первая книга «Католицизм: Социальные аспекты догмата» (Catholicisme: Les aspects sociaux du dogme) была опубликована в 1938 году. В 1940 году совместно с учеником Жаном Даниэлу основал серию «Христианские источники» («Sources Chretiennes»), в которой издавалась тексты церковных писателей и отцов церкви на языке оригинала с переводом и комментариями.
С начала оккупации Франции де Любак присоединился к движению «духовного сопротивления», участвуя в издании антинацистского подпольного журнала «Журнал христианского свидетельства» («Cahiers du Temoignage Chretien»). Де Любаку неоднократно приходилось скрываться от преследований, а несколько его коллег по журналу были схвачены и казнены. Однако даже в бегах де Любак продолжал писать и заниматься исследованиями.
С окончанием фашистской оккупации в 1944 году, де Любак опубликовал несколько своих работ (многие из них были начаты или закончены ещё в начале 40-х годов), которые стали одними из важнейших событий в католическом богословии XX века. К ним относятся: «Corpus Mysticum: Евхаристия и Церковь в Средние века» (Corpus Mysticum: l’Eucharistie et l’Eglise au Moyen Age), которая была готова к публикации ещё в 1939 году; «Драма атеистического гуманизма» (La drame de l’humanisme athée), написанная в Париже в 1941—1943 годах; «О познании Бога» (De la connaissance de Dieu); «Сверхприродное» (Surnaturel), книга, которую де Любак начал в Гастингсе, издана в 1946 году тиражом 700 копий).

## «Тёмные годы» (1950—1958)
В июне 1950 года, как выразился сам де Любак «в Фурвьер ударила молния». Его и четырёх других профессоров отстранили от своих обязанностей (в случае де Любака это касалось также преподавания в Католическом университете и должности редактора журнала Recherches de science religieuse) и потребовали покинуть Лион. Всем иезуитским провинциалам было предписано изъять три его книги («Сверхприродное», «Corpus Mysticum» и «О познании Бога») из библиотек Ордена и, насколько это возможно, предотвратить их публичное распространение. Решение было принято генералом Ордена Жаном Батистом Янссенсом под давлением Римской курии из-за «пагубных ошибок в существенных моментах вероучения».
Два месяца спустя, была издана энциклика Папы Пия XII Humani generis, которую расценили как направленную, в частности, против де Любака и других богословов, связанных с т. н. новым богословием (фр. Nouvelle theologie), сторонники которого призывали к возврату к истокам — Священному Писанию, литургии, творениям Отцов Церкви. Также их выделяла готовность обращаться к идеям современности, внимание к пастырской деятельности, уважение к мирянам, и понимание Церкви, как существующей в истории и затронутой ею.
Период, который де Любак называл «тёмными годами», продолжался почти десять лет. Только в 1956 году ему разрешили вернуться в Лион и только в 1958 году Католическим университетом было получено устное одобрение из Рима, разрешавшее де Любаку вернуться к преподаванию. Хотя все, что де Любак написал в течение этих лет, подвергалось цензуре, он никогда не прекращал своих исследований. В течение этих лет он издал книгу об оригеновской экзегезе «История и дух: Понимание Писания согласно Оригену» (Histoire et esprit: l’intelligence de l'Écriture d’apres Origene, 1950); выпустил три книги по взаимоотношениям с буддизмом: «Встреча буддизма с Западом» (La Rencontre du Bouddhisme et de l’Occident, 1952) и «Аспекты буддизма» (Aspects du Bouddhisme, 2 тома, 1951, 1955); «Мысли о церкви» (Méditations sur l’Eglise, 1953, которые имели огромное на Lumen gentium — документ о природе Церкви, принятый на II Ватиканском Соборе) и «На путях Божиих» (Sur les chemins de Dieu, 1956).

## Признание
Новаторское исследование де Любака «Средневековая экзегеза. Четыре смысла Св. Писания» (Exégèse médiévale, 4 тома, 1959-65) возродило интерес к духовному толкованию Священного Писания и послужило главным стимулом для развития богословия Завета (англ. Covenantal theology). Перед и во время соборных лет, с благословения Ордена, де Любак стал писать и публиковать книги и статьи в защиту работ своего коллеги и друга Пьера Тейяра де Шардена, чьи идеи в некоторой степени повлияли на «новое богословие» и также встретили крайнее неприятие в Риме.

## Второй Ватиканский Собор
В августе 1960 года Папа римский Иоанн XXIII назначил де Любака консультантом в Предсоборную богословскую комиссию предстоящего II Ватиканского Собора. Он был богословским экспертом (peritus) Собора и, позднее, Папой Павлом VI, назначен членом его Богословской комиссии. Работы де Любака оказали огромное влияние на решения II Ватиканского Собора, особенно в области экклезиологии: неоспоримо влияние де Любака в таких документах как: Lumen gentium (Догматическая конституция о Церкви) и Gaudium et spes (Конституция о Церкви в современном мире)

## Последние годы
В 1969 году Папа Римский Павел VI, поклонник работ де Любака, предложил ему стать кардиналом, но де Любак возразил, полагая, что для него стать епископом, как требовал от кардиналов Иоанн XXIII, значило бы оскорбить апостольский сан. Вместо него епископство и кардинальский сан принял его младший коллега Жан Даниэлу.
В годы после Собора де Любак стал известен как «консервативный богослов», чьи взгляды находились в соответствии с магистериумом — в отличие от его прогрессивной репутации в первой половине жизни. Способствуя этой репутации, в 1972 году де Любак, вместе с Йозефом Ратцингером, который позже стал Папой римским Бенедиктом XVI, Хансом Урсом фон Бальтазаром, Вальтером Каспером и Карлом Леманном, основал журнал «Communio», который приобрел репутацию ещё более консервативного, чем «Concilium».
В 1983 году Папа Иоанн Павел II вновь предложил де Любаку кардинальский сан, на сей раз без принятия епископства. Де Любак согласился на это и стал первым с 1962 года кардиналом не-епископом. Он был возведен в кардинальское достоинство 2 февраля 1983 года, в возрасте 87 лет.
Скончался 20 мая 1991 года.